# Leche escaldada
La leche escaldada es leche que ha sido hervida hasta llegar a temperaturas de 82 °C. A esta temperatura las bacterias y procesos enzimáticos en la leche se destruyen.
Antiguamente, así como en el mundo rural, era un método muy apropiado para prevenir enfermedades de la leche cruda. Este proceso térmico no es necesario en la leche industrial, debido a que se le realiza la pasteurización.

## Usos
La leche escaldada se empleaba originariamente en la elaboración de la salsa béchamel, con el objeto de prevenir que se hiciera demasiado espesa. Otros preparados lácteos como el café con leche, la leche cocinada y el ryazhenka emplean de igual forma la leche escaldada.
- Datos: Q7429704